# Aplidium dubium
Aplidium dubium is een zakpijpensoort uit de familie van de Polyclinidae. De wetenschappelijke naam van de soort is voor het eerst geldig gepubliceerd in 1899 door Ritter.